# Mikronézia az első világháborúban
Az első világháború idején, 1914-ben Európával párhuzamosan megkezdődtek a harcok Mikronézia szigetein is.

## A német gyarmatok elfoglalása
A távoli tengereken cirkáló német hadihajókhoz hasonlóan alakultak a különböző német gyarmatok sorsai is. A csendes-óceáni német gyarmatokon néhány kivétellel nem tartózkodott jelentősebb katonai erő, ezért könnyen meg lehetett szállni őket. Minden német távol-keleti gyarmat gyakorlatilag már a háború első hónapjaiban elveszett. Elsőnek augusztus 29-én Szamoa esett el, ahol a jelenlevő néhány német katona tűzharcot kezdeményezett a bevonuló új-zélandi katonákkal szemben, de azok gyorsan elfoglalták a szigetet. Azután Német Új-Guinea következett, aminek a 300 fős helyőrségével is gyorsan elbántak az ausztrál katonák (kivétel néhány katona, akik a dzsungel belsejébe menekültek és 1918-ig kitartottak). Az ausztrálok még ugyanazon a napon elfoglalták a Bismarck-szigeteket és a Salamon-szigeteket.

## Mikronézia elvesztése
Mikronézia német szigeteinek megszállására október 6-án került sor, mikor is japán csapatok érkeztek a térségbe és partra szálltak a németek uralta szigeteken. Nem ütköztek ellenállásba és elfoglalták a Marshall-szigeteket, a Karolina-szigeteket, a Mariana-szigeteket és Palaut. A németek elvesztették még Naurut.

## A szigetek sorsa
A háború után a Német Birodalom elvesztette az összes gyarmatát és azok a Népszövetség tulajdonába kerültek. A békekötés után Nauru kivételével (ami ausztrál gyarmat lett) minden más mikronéziai gyarmat a Japán Birodalom részévé vált. Ezek a területek a Dél-tengeri mandátumterület (南洋庁, nanjó csó) nevet kapták, ami 1919 és 1947 között állt fenn.